# Pionus tumultuosus
Il pappagallo corona di prugna (Pionus tumultuosus (Tschudi, 1844)) è un uccello della famiglia degli Psittacidi.

## Descrizione
Simile al P. menstruus si differenzia per il cappuccio rosso prugna sul capo con sfumature violacee sul petto e picchiettature bianche sulle guance e nella zona periauricolare. Ha taglia attorno ai 29 cm.

## Distribuzione e habitat
Vive nelle foreste andine occidentali, in Perù e Bolivia, tra i 2000 e i 3000 metri di quota.